# Jean-Baptiste Faure
Pour les articles homonymes, voir Faure.
Jean-Baptiste Faure est un baryton français, né à Moulins (Allier) le 15 janvier 1830, et mort à Paris le 9 novembre 1914.
Ce chanteur d'opéra, l'un des plus célèbres du XIXe siècle, fut également compositeur et un collectionneur essentiel de l'impressionnisme et associé du marchand de tableaux Paul Durand-Ruel (1831-1922).

## Biographie

### Le chanteur

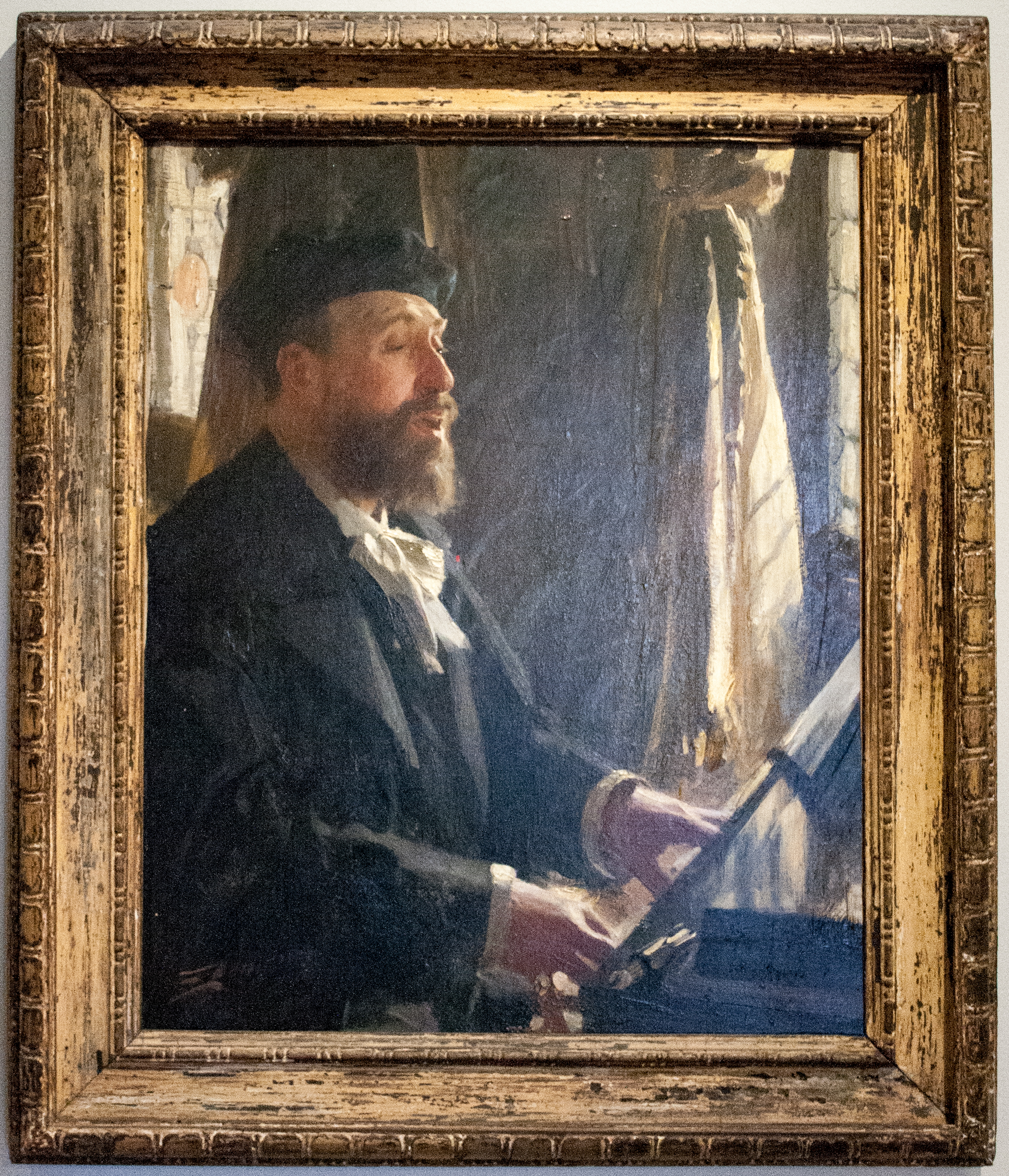
Jean-Baptiste Faure chantant chez lui par Anders Zorn

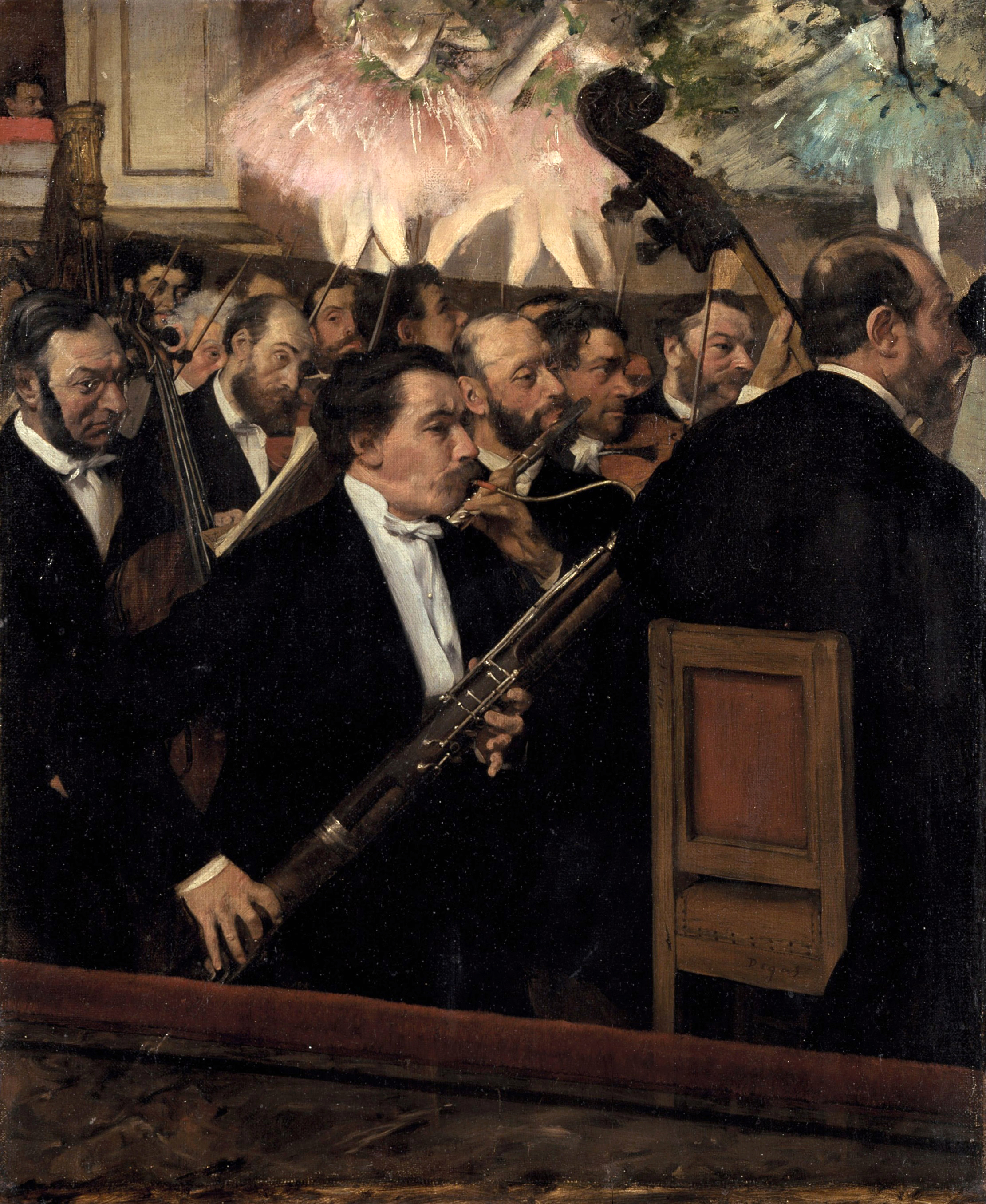
Edgar Degas, L'Orchestre de l'Opéra (vers 1870), Paris, musée d'Orsay. Jean-Baptiste Faure commandera au peintre une série de toiles sur l'Opéra, ne les jugeant pas correctement fini, il s'ensuivit un procès que Faure gagna contre Degas.

#### Enfance et formation
Son père chantre de la maîtrise de Moulins, est nommé peu de temps après la naissance de son fils Jean-Baptiste, chantre de la cathédrale Notre-Dame de Paris.
Il meurt subitement en 1837, laissant sa femme avec 3 enfants dont son fils qui a 7 ans. Sans aucune ressource, la mère tente de placer l'enfant dans la maîtrise de la cathédrale Notre-Dame sans succès, quand l'organiste le prend comme assistant-souffleur tout en lui donnant des cours de musique et de solfège. Il intègre les chœurs de St Nicolas du Chardonnet et est admis au conservatoire en 1843. Il a 13 ans. Il devient soprani du chœeur du Théâtre Italien. Il est alors remarqué par le chantre Trévaux, à la maîtrise de l'église de la Madeleine. Avec la mue de sa voix, il est organiste pendant deux ans derrière l'orgue de St Nicolas du Chardonnet. Tout en étant choriste du Théâtre-Italien, en 1850, il se présente au concours de « Hautes classes lyriques » du Conservatoire de Paris et est accueilli par ce mot de Auber « Ah ! c'est vous l'organiste ? Eh bien vous feriez mieux de rester joliment où vous êtes: Vous n'avez pas une tête à faire un chanteur ! », basse chantante il est admis dans les classes des ténors Théodore-François Moreau-Sainti et Louis Ponchard. Pourvu d'un premier prix de chant et d'un premier prix d'opéra-comique, il débute le 20 octobre 1852 à l'Opéra-Comique dans Galatée de Victor Massé (rôle de Pygmalion). Il y interprète les œuvres du répertoire, telles que Joconde de Nicolas Isouard, et en crée de nombreuses autres parmi lesquelles L'Étoile du Nord de Giacomo Meyerbeer (Peters) en 1854, Jenny Bell de Daniel-François-Esprit Auber (Greenwich) en 1855, Manon Lescaut d'Auber (d'Hérigny) en 1856, Quentin Durward de François-Auguste Gevaert en 1858 et Le Pardon de Ploërmel de Meyerbeer (Hoël) en 1859.
Il épouse la même année sa partenaire de scène, la soprano Caroline Lefebvre (1828-1905); l'un de leurs témoins n'est autre que Meyerbeer. Ils ont un fils le peintre et linguiste Maurice Faure (1862 -1915).

#### De l'opéra comique à l'opera seria
En 1860, il se produit à Covent Garden avant de faire son entrée à l'Opéra de Paris en 1861 dans Pierre de Médicis de Joseph Poniatowski.

Édouard Manet, Le Chemin de fer (1873), Washington, National Gallery of Art. Ancienne collection Faure.

Il y chante Don Giovanni de Mozart (rôle-titre), La Favorite (Alphonse XI) de Gaetano Donizetti, La Pie voleuse et Guillaume Tell de Gioachino Rossini (rôle-titre) et Les Huguenots de Meyerbeer (le duc de Nevers). En 1869, il interprète Méphisto pour l'entrée au répertoire du Faust de Charles Gounod. Il y crée aussi les rôles de Pédro dans La Mule de Pédro de Victor Massé en 1863, Nelusko dans L'Africaine de Meyerbeer en 1865, Rodrigue dans Don Carlos de Giuseppe Verdi en 1867, Hamlet dans l'opéra-homonyme d'Ambroise Thomas en 1868, le Fou dans La Coupe du roi de Thulé d'Eugène Diaz en 1873 et Charles VII dans Jeanne d'Arc d'Auguste Mermet en 1876.
Il se produit également en Italie, en Allemagne à Baden-Baden, en Belgique.
Durant la guerre de 1870, il s'installe en Belgique puis en Angleterre, choix qui lui sera reproché, comme à d'autres artistes, par plusieurs journaux à son retour, tel le caricaturiste Bertall dans le journal L'Illustration qui légende ainsi le tableau de Manet, Le Chemin de fer, présenté au Salon de 1872 : « Le Chemin de fer de M. Manet, ou le départ de M. Faure pour l'Angleterre, ce qui explique l'air navré. Ce n'est pas gai non plus pour M. Manet. »
Touchatout dans son Trombinoscope en 1872, le décrit ainsi : « D'une taille imposante, le cou bien attaché, le front haut, le nez arqué, la bouche bien dessinée, - un peu forte, - l'œil doux, - un peu recouvert par la paupière, - des dents superbes, - c'est bien le baryton de tous les rêves féminins. […] Faure est un amateur enragé de tableaux, sa collection est admirable. […] Enfin Faure est sans contredit le plus grand chanteur de ce siècle. »
En 1875, il chante Don Giovanni à la première du nouveau Palais Garnier. En 1879 crée en version scénique Etienne Marcel l'opéra de Camille Saint-Saëns.

#### De 1876 à 1914
À partir de 1876, Faure donne des récitals et des concerts en tournée accompagné par un quatuor, ou accompagné au piano en France, Hollande ou en Espagne. Il y chante son répertoire extrait des opéras déjà mentionnés auxquels il joint Air de Wotan de la Walkyrie ou Étoile de Tannhauser extraits des opéras de Richard Wagner, des mélodies de ses compositeurs favoris et celles qu'il a lui-même composées, comme Mon âme a son secret Jean-Baptiste Faure, Paris.
Il laisse aussi plusieurs recueils de mélodies à caractère religieux dont certaines devinrent très populaires, telles le Sancta Maria, Le Crucifix d'après Victor Hugo et Les Rameaux. Il popularisa Minuit, chrétiens d'Adolphe Adam créé à Noël 1847, qu'il interpréta dans tous ses récitals. Il participa également à la création des oratorios de Charles Gounod Rédemption (1884) et Mors et Vita (1886). Le 21 novembre 1887, il crée à l'église de la Madeleine le Ô salutaris  pour baryton et orgue de Gabriel Fauré, que le compositeur lui a dédié.

### Sa voix
Faure possédait une voix de baryton sombre, douce et déliée « servie par une excellente diction, mais sacrifiant parfois le texte aux effets (portamenti, notes étirées) ». Il avait une capacité naturelle lui permettant de jouer aussi bien les basses chantantes que les airs de ténors, voire de monter dans des aigus d'une voix cristalline avec un vibrato très doux.
Il existe un enregistrement de sa voix sur Cylindre phonographique de cire que l'on trouve sur internet, il s'agit du « Grand air du baryton dans les Jardins de l'Alcazar, extrait de l'acte II de la Favorite de Donizetti, Jean-Baptiste Faure (Alphonse XI) et Piano » enregistré vers 1900.
On peut également pour avoir une idée de son style et de son articulation, on se reportera aux enregistrements de deux de ses élèves la basse lyrique Pol Plançon (1851-1914) et le baryton Jean Lassalle (1847-1909) qui lui ont succédé à l'Opéra de Paris.

### L'enseignant
Professeur de chant au Conservatoire de Paris de 1857 à sa retraite, Faure est l'auteur de traités pratiques et pédagogiques sur le chant : La Voix et le Chant (1886) et Aux jeunes chanteurs (1898). Jean-Baptiste Faure a donné de nombreuses leçons de chant. Il a notamment aidé la soprano Haricléa Darclée avant ses débuts à l'opéra en 1888.

### Compositeur de musique sacrée
Jean-Baptiste Faure laisse deux recueils de musique sacrée, dont le chant liturgique des Rameaux (The Palms) dont il existe un enregistrement de 1913 par Caruso. Ce chant est particulièrement populaire dans les pays anglophones.
Il écrit aussi des mélodies de salons.

### Le collectionneur

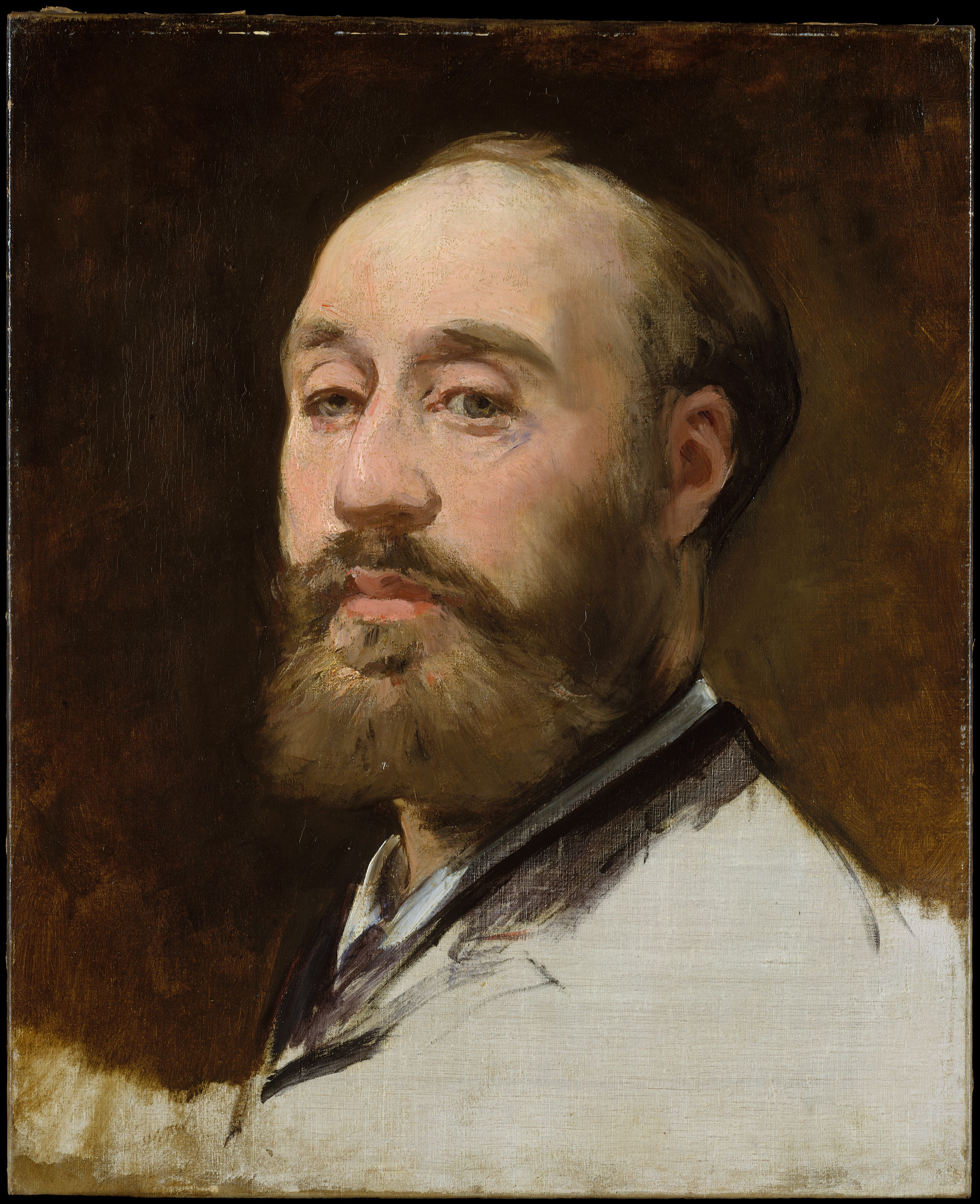
Édouard Manet, Jean-Baptiste Faure (1882), New York, Metropolitan Museum of Art. Portrait commandé à Édouard Manet puis réfusé par Faure, à l'occasion de la remise de sa Légion d'honneur.

Faure commence à collectionner dès les années 1850, d'abord des gravures puis lorsque le compositeur Ambroise Thomas le met en contact avec les peintres Jean-Auguste-Dominique Ingres, Hippolyte et Paul Jean Flandrin. Il s'intéresse par la suite à l'école de 1830 : Jean-Baptiste Corot, Eugène Delacroix, Jules Dupré, etc. ; collection vendue en 1873 puis en 1878.
Pour la première exposition impressionniste organisée en 1874, Faure prête deux Degas et neuf Monet dont Plage à Sainte-Adresse. La presse de l'époque y lit la marque de l'excentricité d'une vedette orgueilleuse de l'Opéra qui ouvre une galerie dans son appartement. Faure achète et vend à travers, le plus souvent Paul Durand-Ruel à plusieurs reprises.

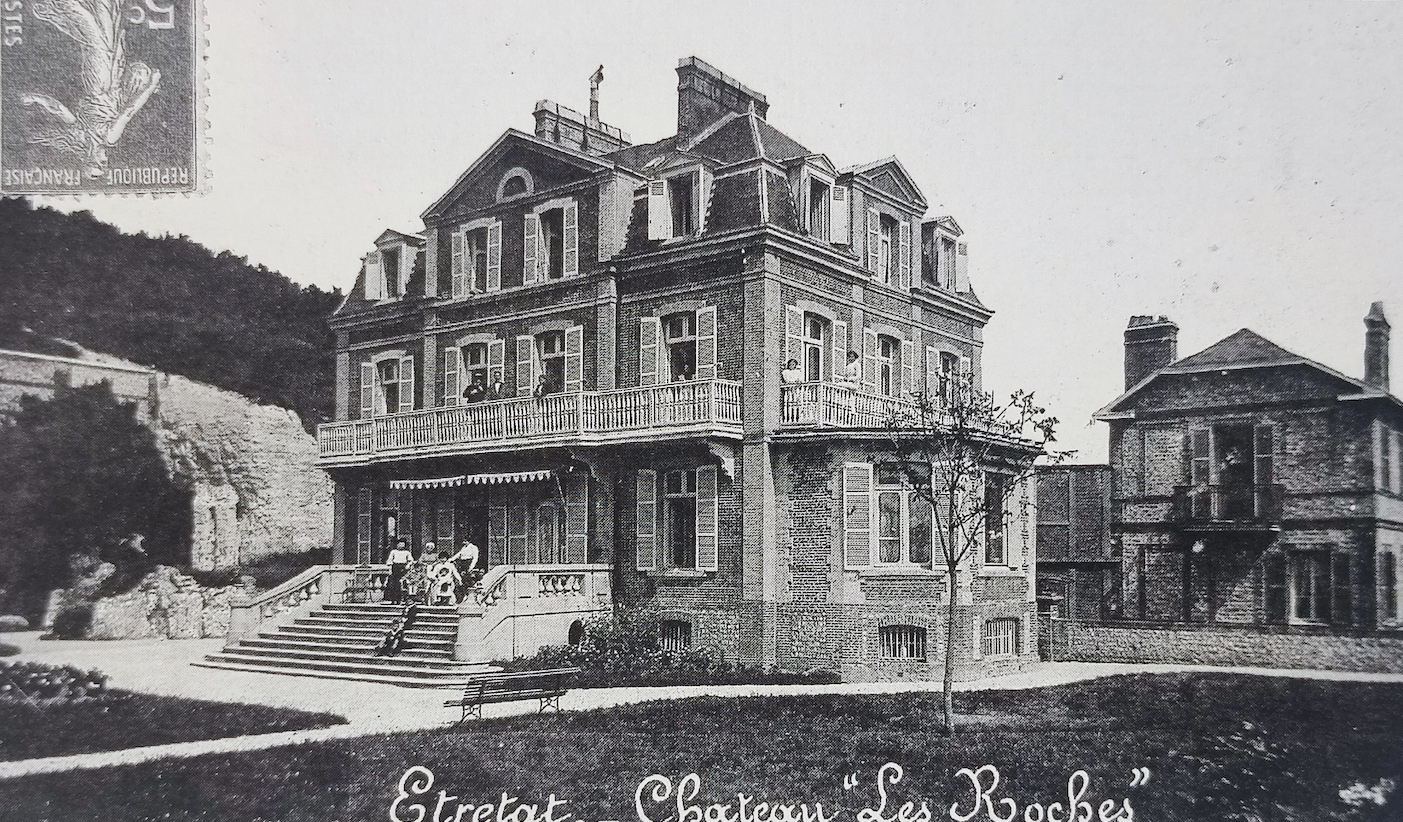
La villa "Les Roches" en 1900 à Etretat.

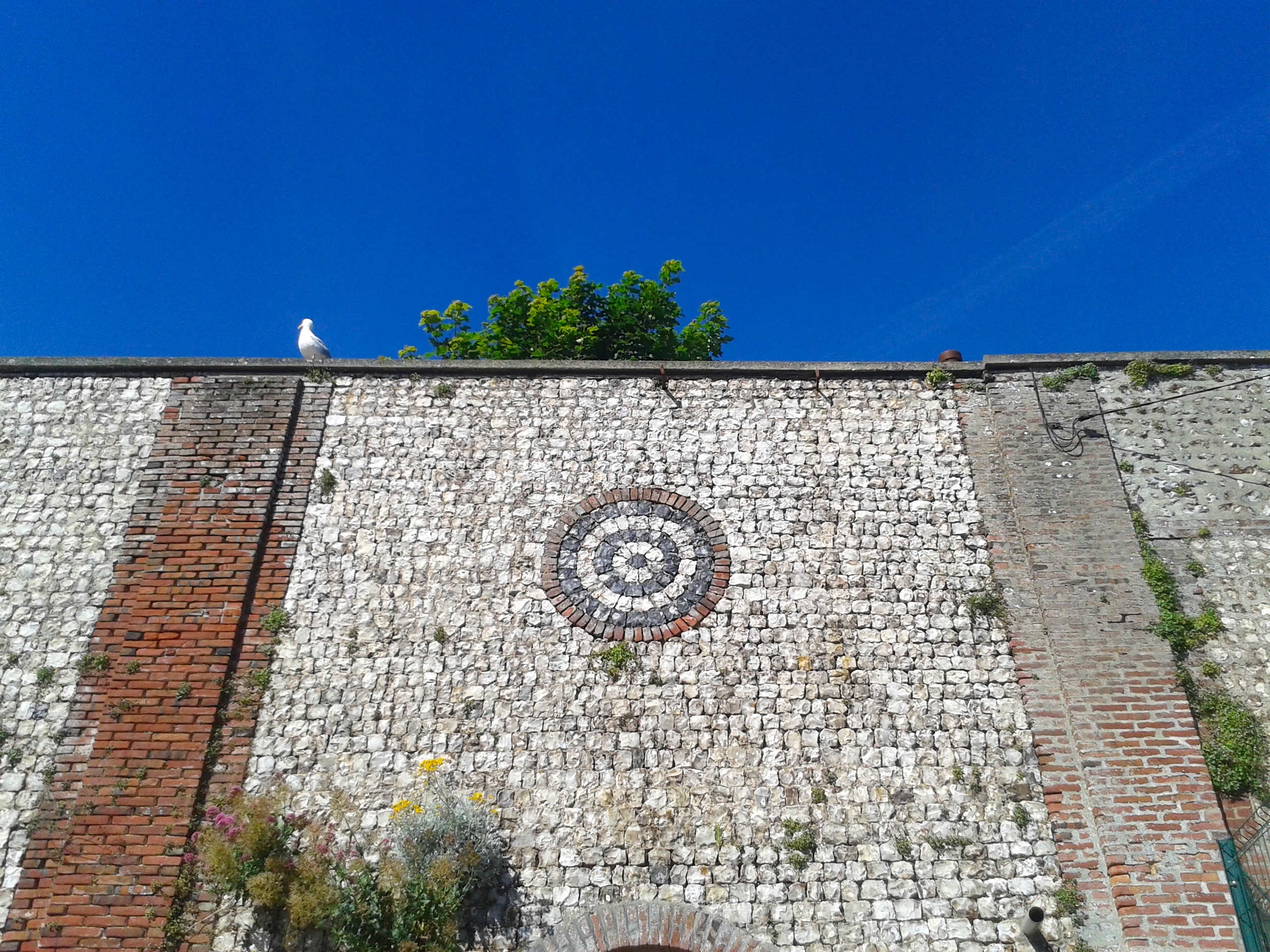
Vestige des murs d'enceinte de la Villa les Roches à Étretat.

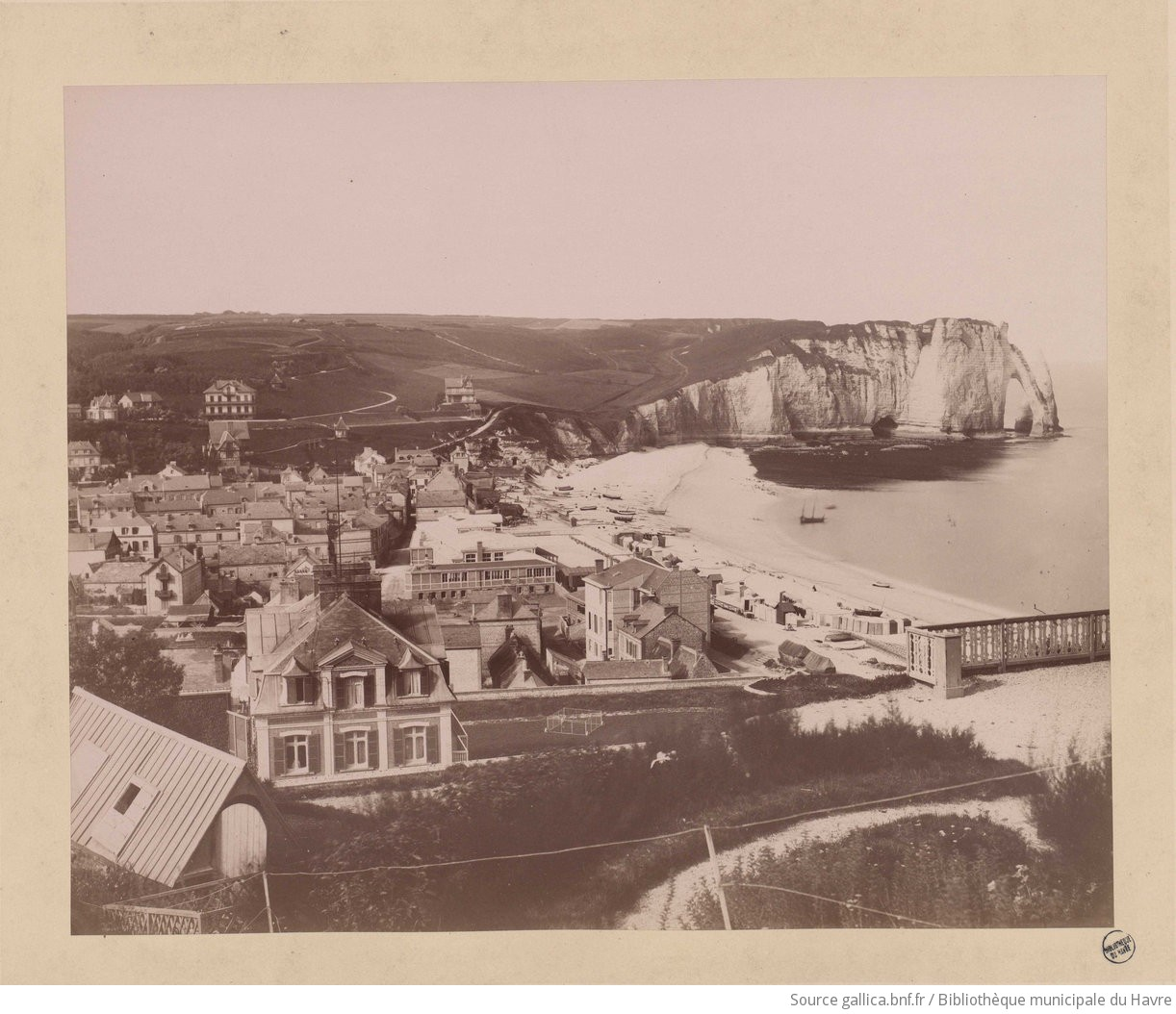
Vue générale d'Étretat en 1877, sur fond de falaise d'Aval par Emile-André Letellier. La belle villa "les Roches" - aujourd'hui détruite - de Jean-Baptiste Faure est au premier plan(BNF).

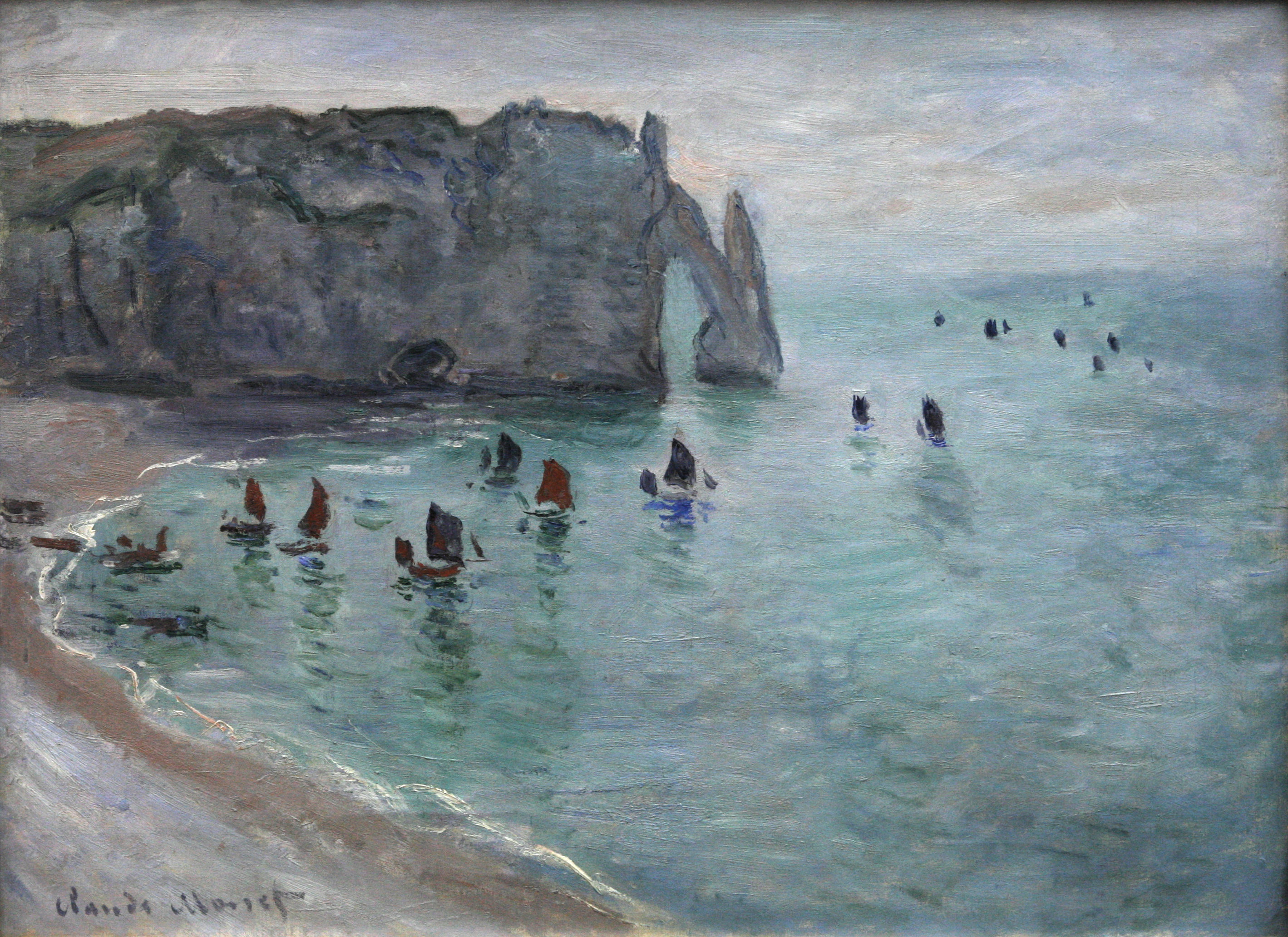
Claude Monet, Étretat, la porte d'Aval : bateaux de pêche sortant du port (vers 1885), musée des beaux-arts de Dijon. Point de vue surplombant de la Villa de Faure. Ancienne Collection Faure.

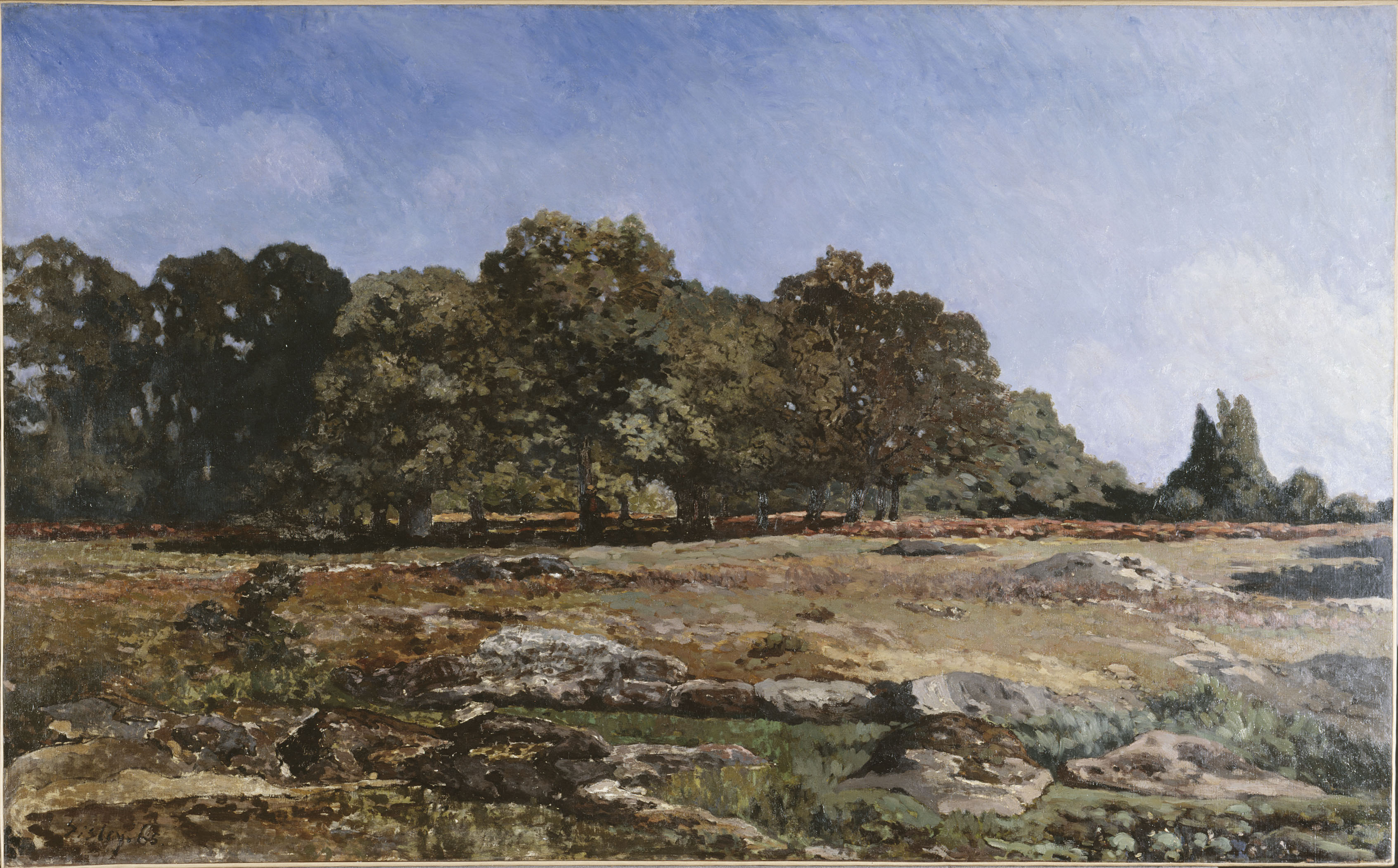
Allée de châtaigniers à La Celle-Saint-Cloud par Alfred Sisley, 1865, Petit Palais. Ancienne Collection Faure.

Grand amateur du peintre Édouard Manet, il fait l'acquisition de 67 de ses œuvres, dont Le Déjeuner sur l'herbe (acquis de l'artiste en 1878)  et Le Joueur de fifre, mais aussi de 63 toiles de Claude Monet dont Le Pont d'Argenteuil et 3 toiles fait à Etretat.
Aussi d'autres œuvres d'Edgar Degas (16 toiles), Camille Pissarro (37 toiles) et Alfred Sisley (58 toiles), qu'il installe en Angleterre pendant quatre mois pour se consacrer à la peinture.
Il présente sa collection, évaluée au total à 800 tableaux, dans son appartement parisien du no 52 boulevard Haussmann, mais en conserve une partie à Étretat dans sa villa « Les Roches », rachetée au comte d'Escherny, où se croisent les compositeurs Charles Gounod, Jules Massenet, Ambroise Thomas, les écrivains et librettistes Ludovic Halévy, Guy de Maupassant et les peintres James Abbott McNeill Whistler, Claude Monet, Edgar Degas, Anders Zorn ou Max Liebermann. En 1880, la critique internationale considère ces lieux comme la « Galerie de l'art moderne »; une partie des vues d'Étretat de Monet, pour lequel Faure met une de ses villas à disposition en 1882 et 1891, a été peinte à sa demande.
Son portrait en Hamlet est sculpté par Jean-Pierre Dantan en 1868, et Faure commande aussi son portrait à différents peintres dont en 1877 à Édouard Manet (en Hamlet), Giovanni Boldini (en Méphistophélès) et Marcellin Desboutin (en Guillaume Tell). En 1881 il commande à nouveau à Manet son portrait à l'occasion de la remise de sa Légion d'Honneur, mais le tableau déplaît à Faure qui commande un autre portrait à Anders Zorn.
À la mort de Manet, il défend néanmoins l'œuvre du peintre en vente publique. Il agit en banquier-associé du marchand Paul Durand-Ruel, lui permettant d'organiser les expositions impressionnistes aux États-Unis. Faure "réalise" régulièrement sa collection au cours de sa vie, soit en vente publique (1878, 1881, etc.), soit au travers de la galerie de son associé, auquel il confie ses tableaux pendant la guerre de 1870 afin de la mettre à l'abri à Londres, où ils habitaient des maisons voisines à Brompton Crescent.
À la fin de sa vie, il se séparera de l'essentiel de ses pièces, ne conservant que quelques toiles d'Ingres, Prud'hon, Manet, Degas, Sisley; en revanche, coïncidence ou choix délibéré, il ne collectionna jamais ni Auguste Renoir ni Paul Cézanne, tous deux fervents wagnériens.
Les relations entre les peintres et le collectionneur ne sont pas toujours cordiales : Monet à propos de qui Georges Clemenceau rapporte les visites tumultueuses et dialogues brutaux de Faure dans l'atelier du peintre et la famille de Manet voit en lui un « prédateur qui achète à bas prix et revend deux ans plus tard 20 fois plus cher ». Degas en fera les frais et sera condamné après un procès au tribunal civil de Paris par un jugement en date du 24 mai 1887 à terminer trois tableaux, dont Le Champ de Courses, La Blanchisseuse en silhouette et Les Grosses Blanchisseuses. Cette dernière œuvre aujourd'hui disparue est la première version, la seconde étant Les Repasseuses, exposée au musée d'Orsay.
Vincent van Gogh, dans la lettre du 28 janvier 1889 d'Arles écrit à son frère Théo : « Tu as vu comme moi défiler dans la petite vitrine d’une maison d’encadrement de la rue Laffitte une partie de la collection Faure n’est ce pas. Tu as vu comme moi que ce lent défilé de toiles autrefois méprisées était étrangement intéressant.– Bon.– Mon grand désir serait que toi tu eusses plus tôt ou plus tard une série de toiles de moi lesquelles pourraient elles aussi défiler juste dans la même vitrine. »

Portraits de Jean-Baptiste Faure
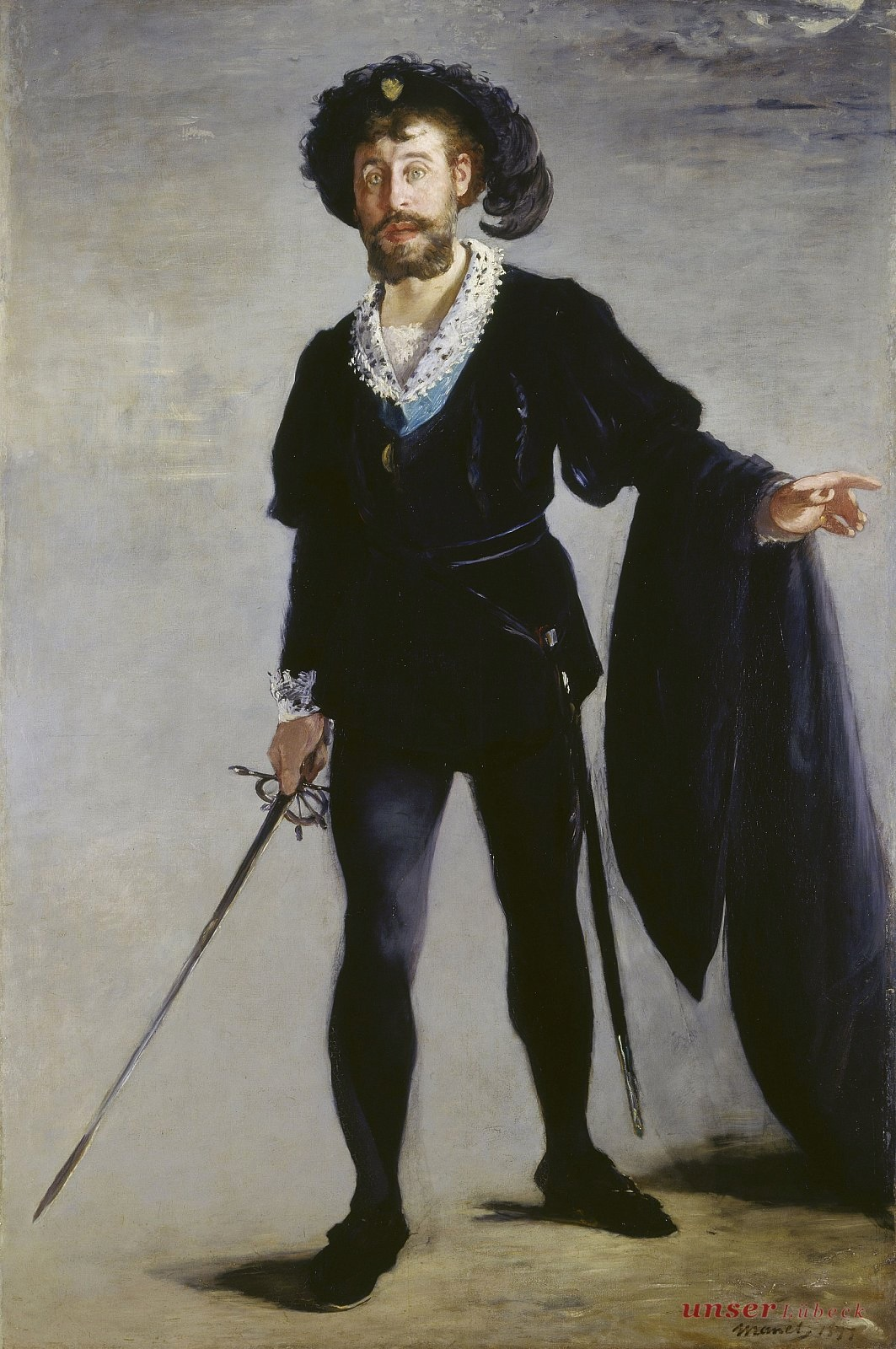
Édouard Manet, Jean-Baptiste Faure en Hamlet (1877), Essen, musée Folkwang[g].
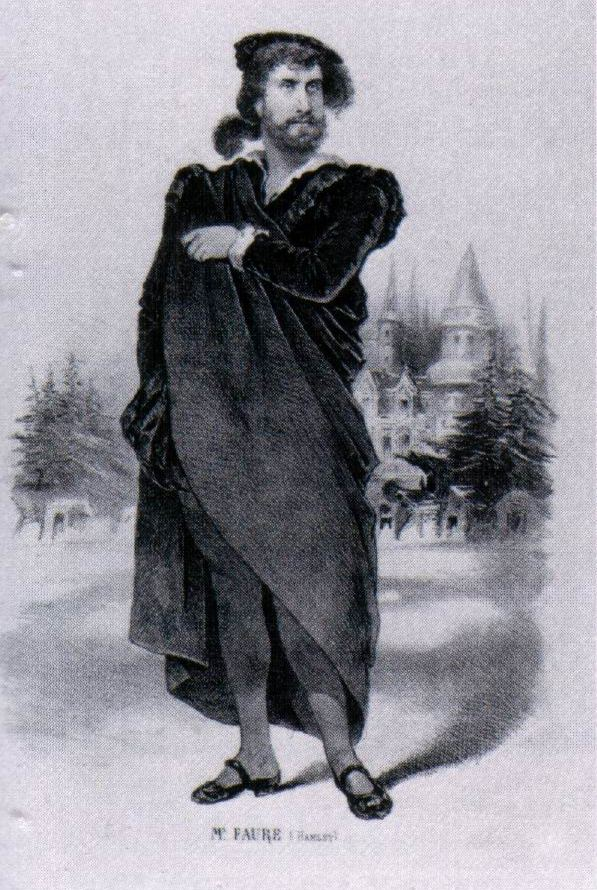
Faure en Hamlet (1877), gravure anonyme.
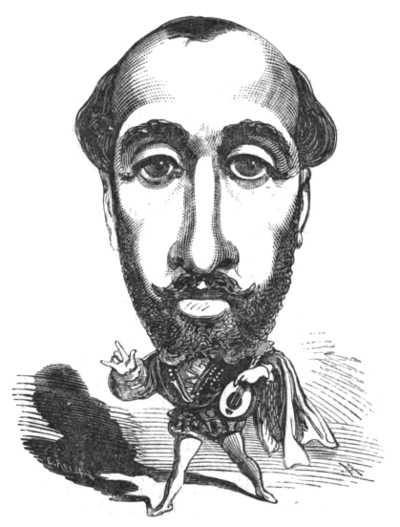
Portrait-charge par Georges Lafosse, Le Trombinoscope (mars 1873).
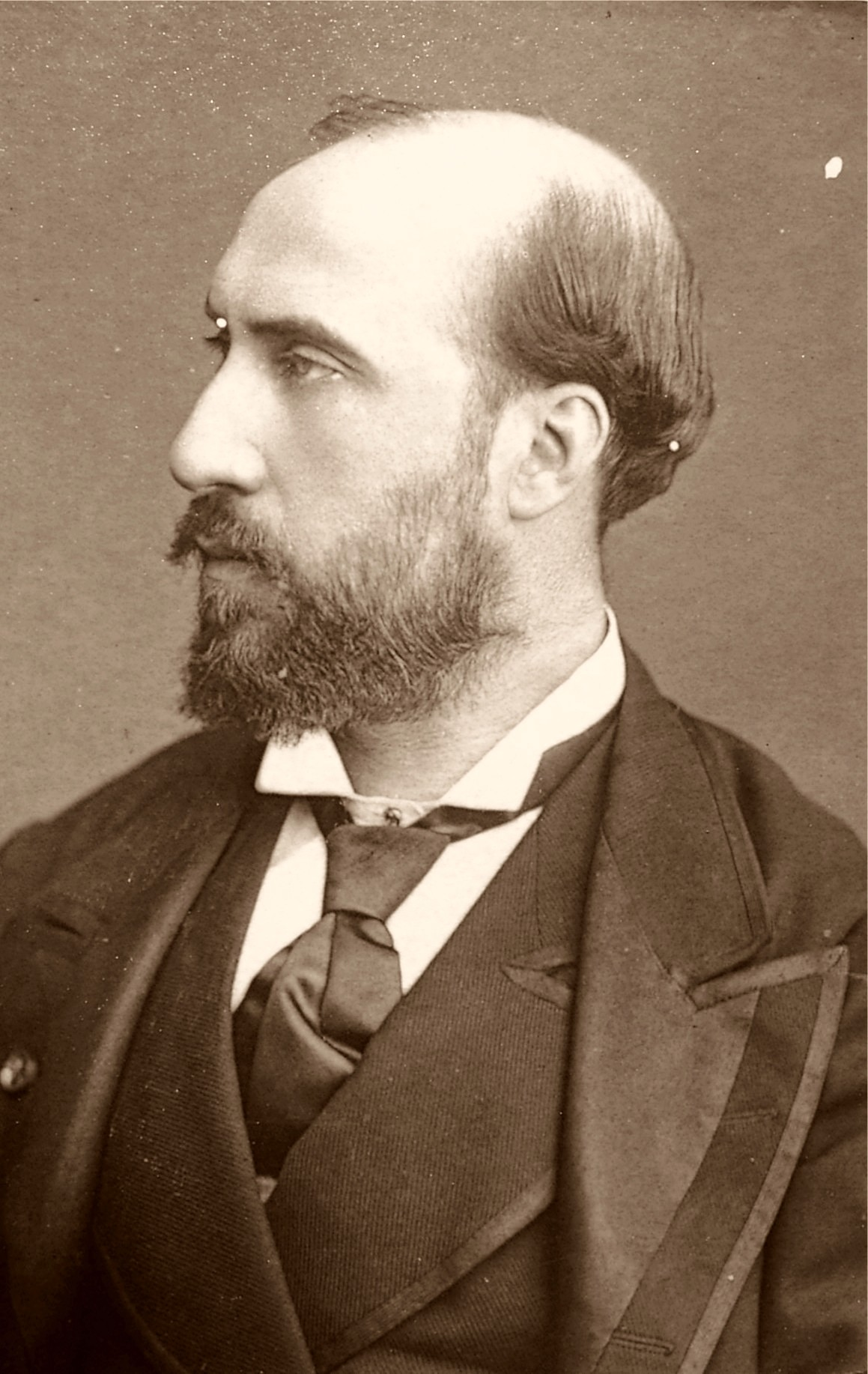
Faure vers 1873, photoglyptie anonyme.
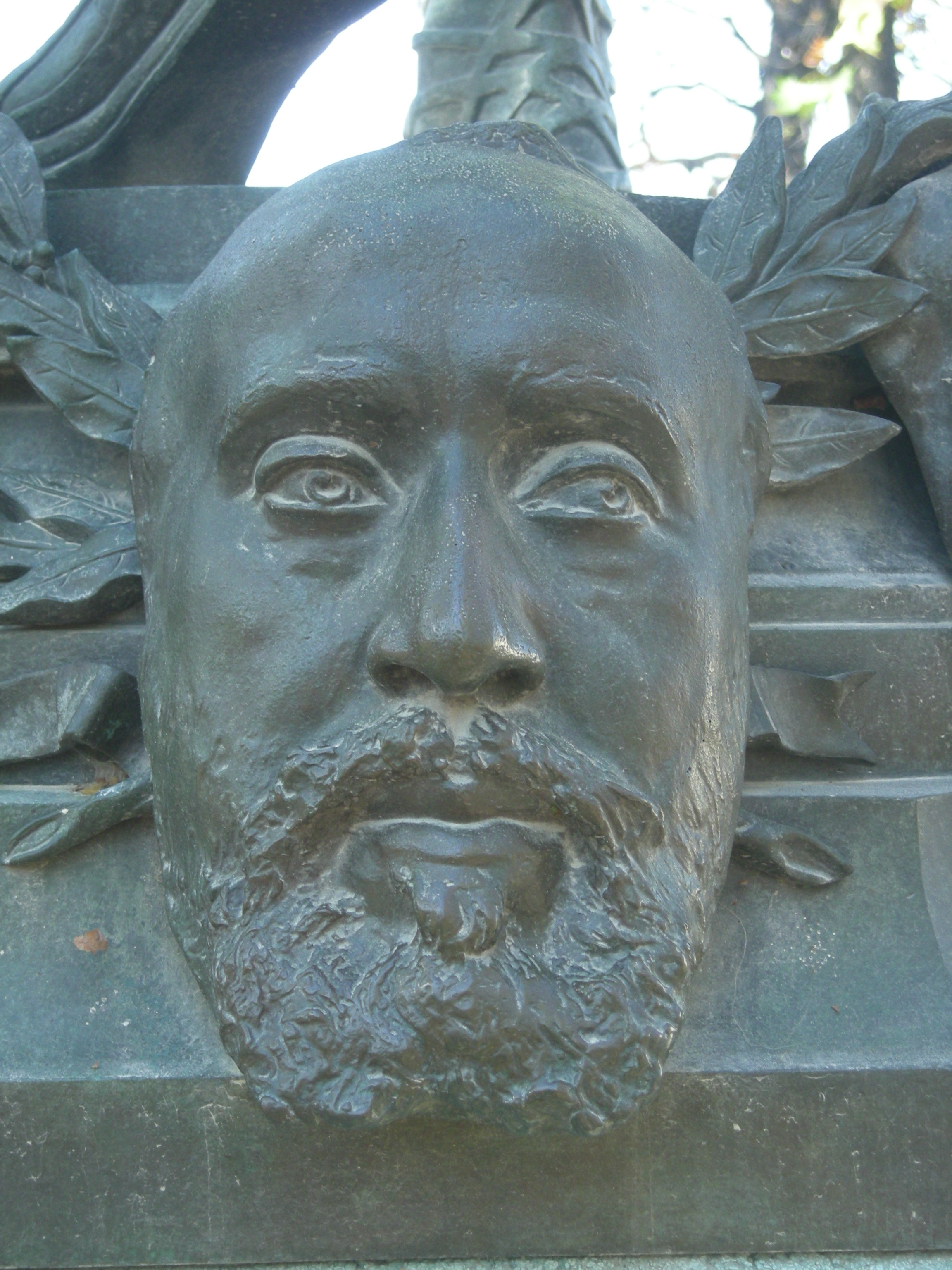
Masque de Faure par Zacharie Astruc sur Le marchand de masques (1883), sculpture dans le jardin du Luxembourg à Paris.

En 1902, il publie un opuscule qui décrit sa collection avec 102 références.
En mars 1906, il vend par l'intermédiaire de la Galerie Durand-Ruel 24 tableaux de Manet issus de sa collection.
Après la mort de son fils sa belle-fille, la peintre Louise Victoria Herman, vendra en 1919 encore 48 tableaux de la collection hérités pour 300 000 francs.
Il possédait d'autres collections d'objets remarquables; de porcelaines de Rouen, d'ivoires, de boites décorées, de sculptures de crucifix en métal et bronze, objets qui sont considérés comme perdus sans descriptif précis.
Extrêmement affaibli sourd et presque aveugle, il meurt le 9 novembre 1914 dans son appartement de Paris. Il repose dans un caveau familial au cimetière Père Lachaise division 65.

## Ses rôles à l'opéra

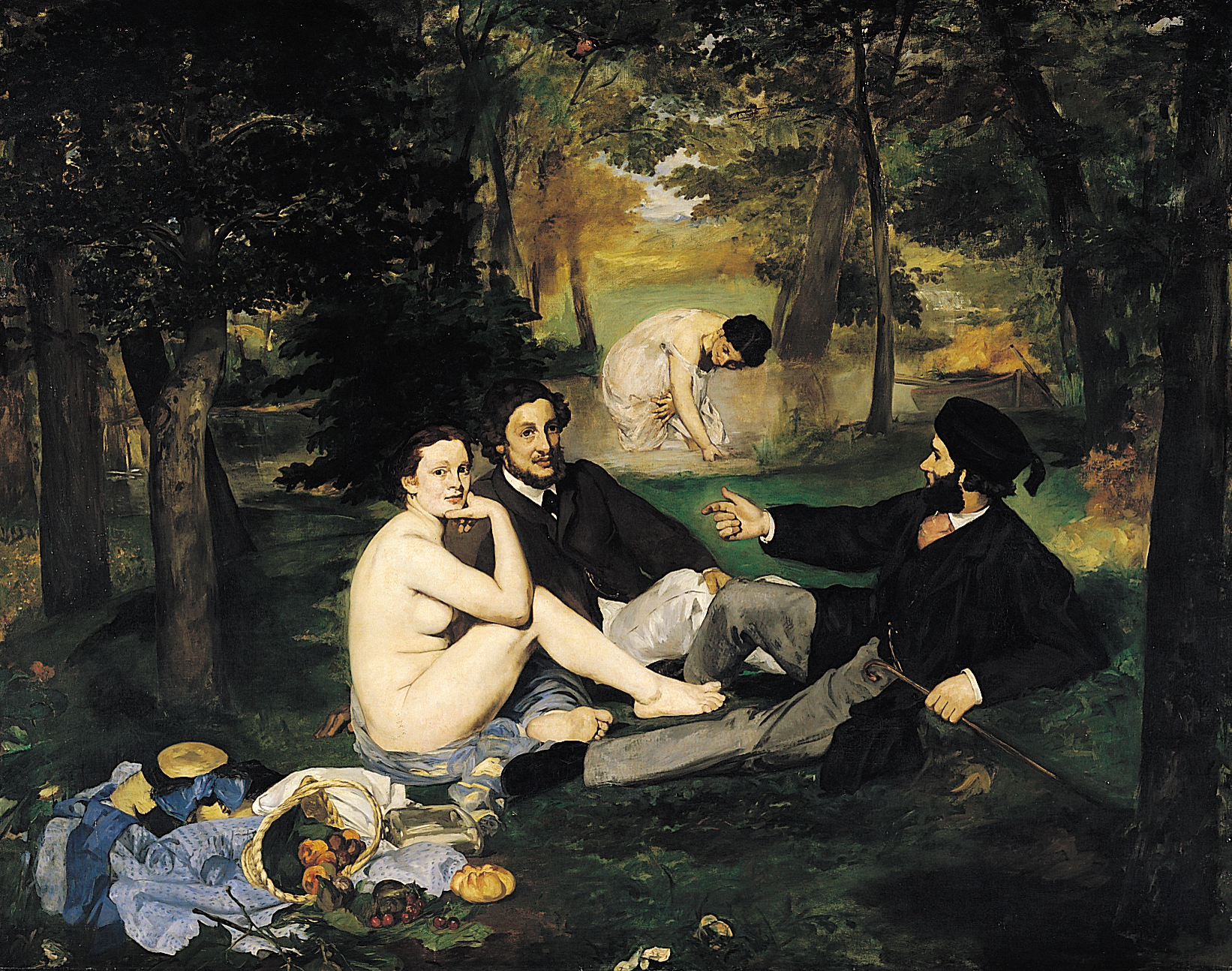
Édouard Manet, Le Déjeuner sur l'herbe (1863), Paris, musée d'Orsay. Ancienne collection Faure.

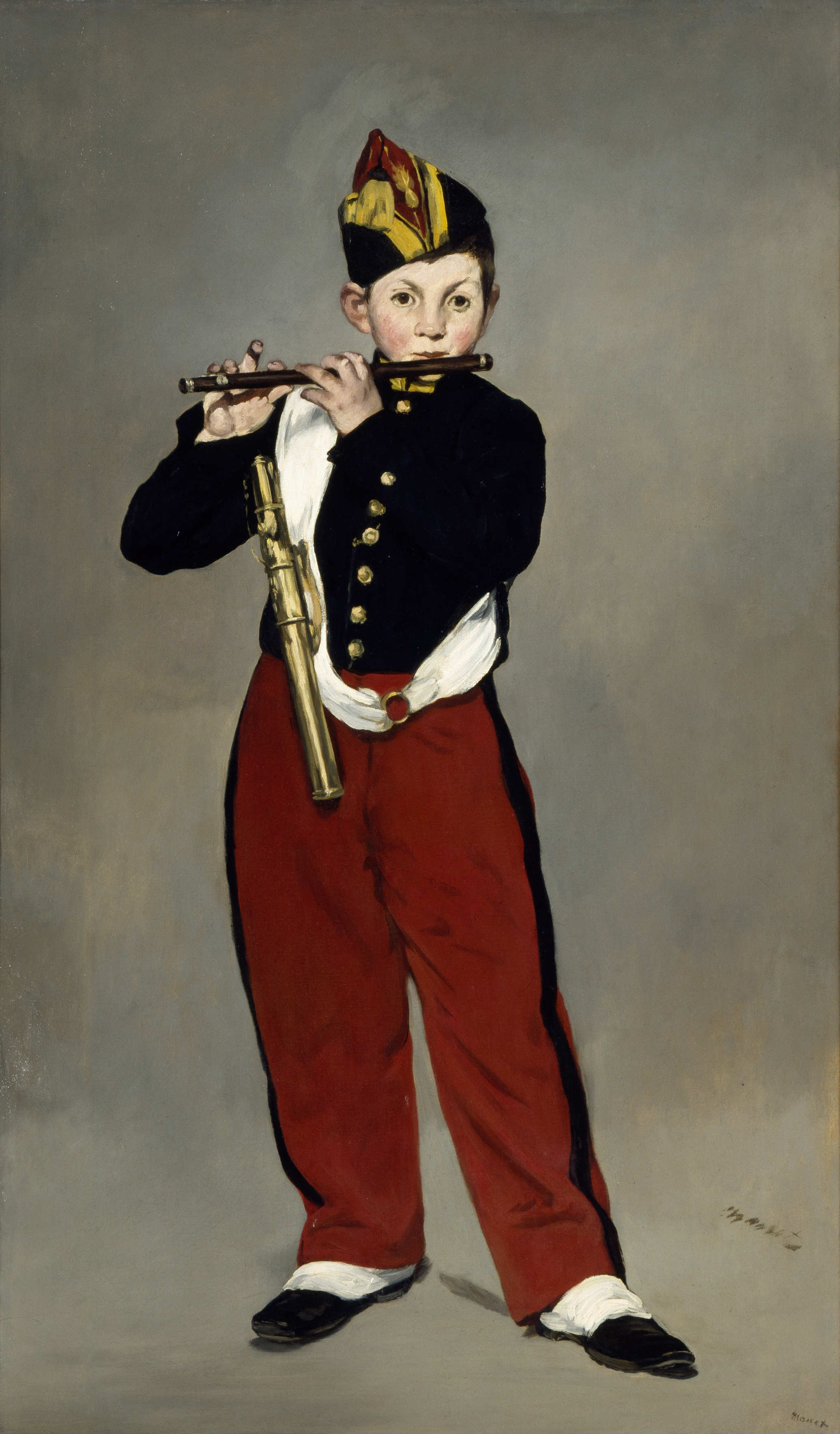
Édouard Manet, Le Joueur de fifre (1866), Paris, musée d'Orsay. Ancienne collection Faure.

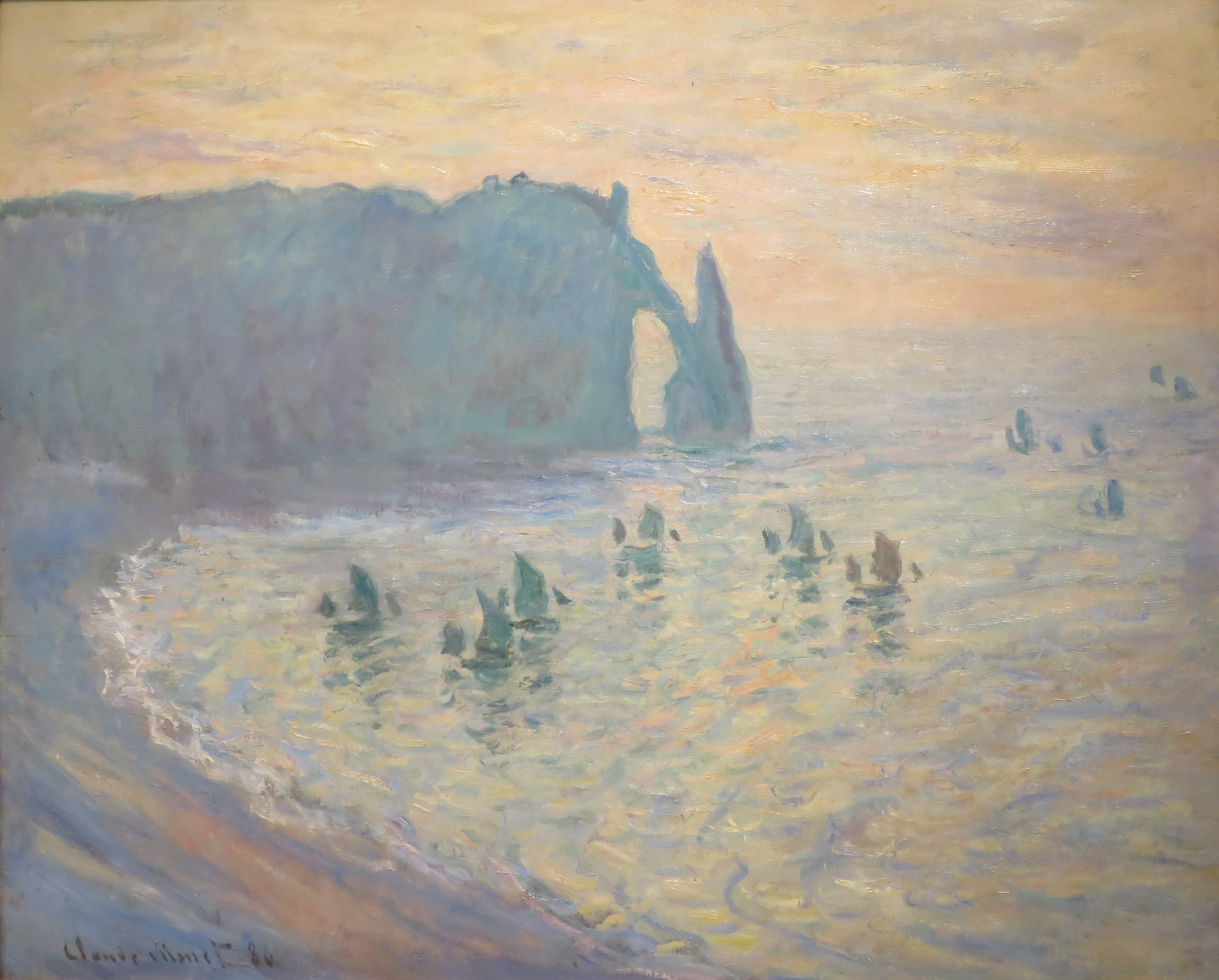
Claude Monet, La Plage à Étretat (1885-1886), Moscou, musée Pouchkine. Ancienne collection Faure.

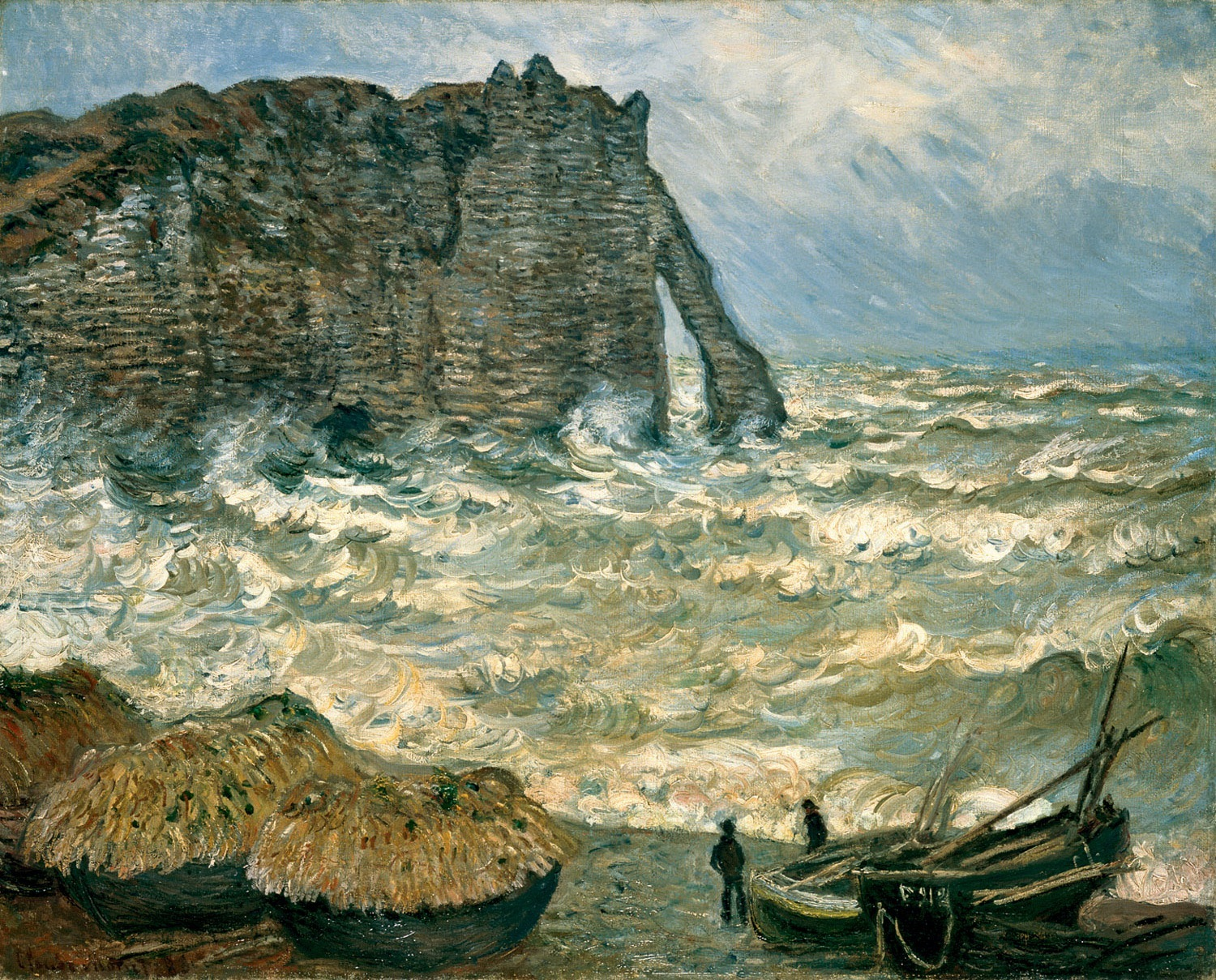
Claude Monet, Mer agitée à Étretat, musée des beaux-arts de Lyon. Ancienne collection Faure.

Alfred Sisley, La Terrasse à Saint-Germain, Printemps (1875), Baltimore, Walters Art Museum. Ancienne collection Faure

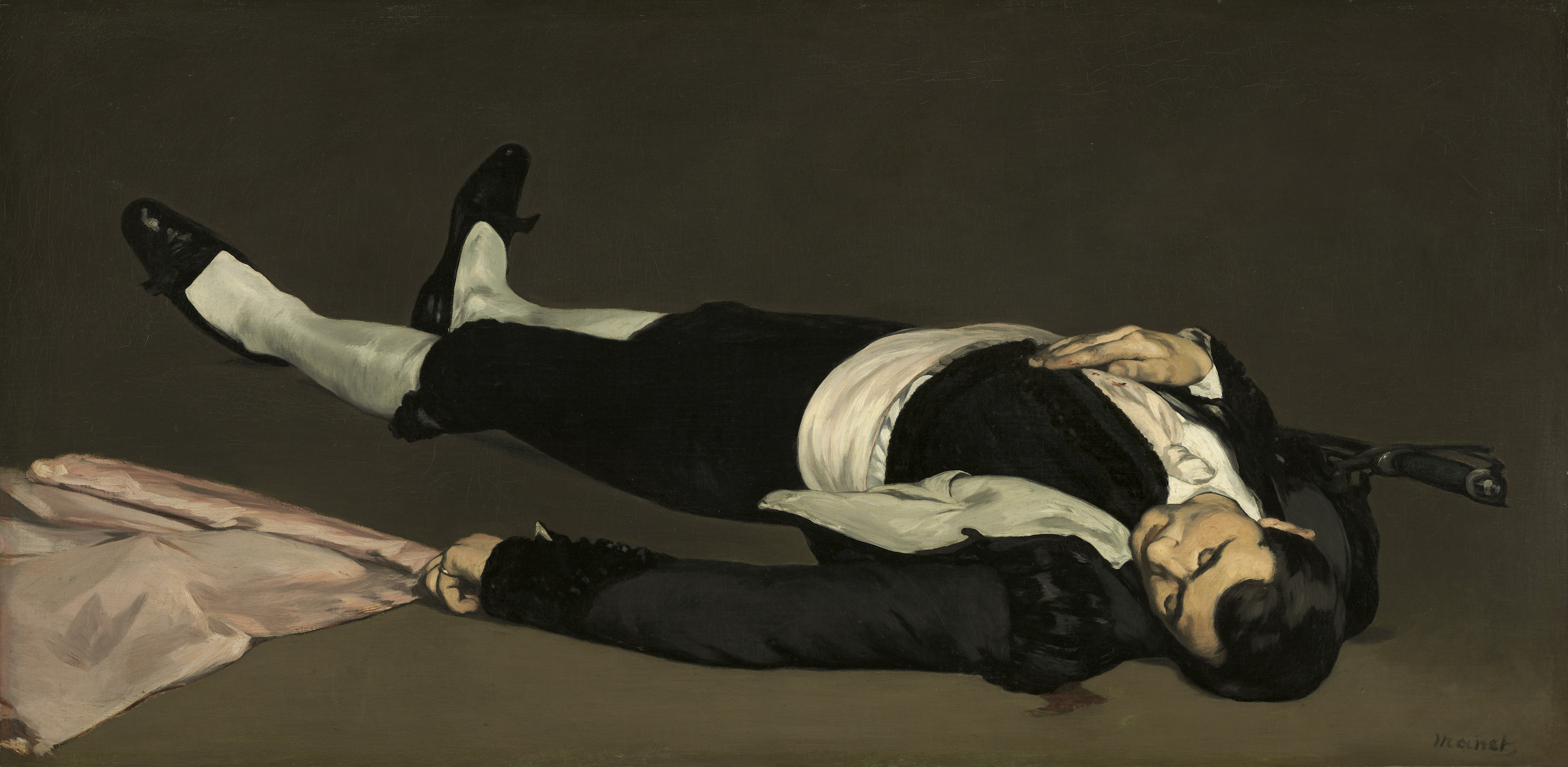
Édouard Manet, L'Homme mort (1864-1865), Washington, National Gallery of Art. Ancienne collection Faure.

| Rôle                                | Opéra                                                   | Compositeur              | Année |
| ----------------------------------- | ------------------------------------------------------- | ------------------------ | ----- |
| Amleto                              | Amleto (Hamlet chanté en italien)                       | Ambroise Thomas          | 1871  |
| Alfonso D'Este, Duke of Ferrara     | Lucrezia Borgia                                         | Gaetano Donizetti        | 1876  |
| Alphonse XI, King of Castille       | La favorite                                             | Gaetano Donizetti        | 1860  |
| Assur                               | Semiramide                                              | Gioachino Rossini        | 1875  |
| Borromée                            | Marco Spada                                             | Daniel Auber             | 1853  |
| Cacico                              | Il Guarany                                              | Antônio Carlos Gomes     | 1872  |
| Charles VII                         | Jeanne d'Arc                                            | Auguste Mermet           | 1872  |
| Crèvecœur                           | Quentin Durward                                         | François-Auguste Gevaert | 1858  |
| Don Giovanni                        | Don Giovanni                                            | Wolfgang Amadeus Mozart  | 1861  |
| Don Juan                            | Don Juan (Don Giovanni chanté en français)              | Wolfgang Amadeus Mozart  | 1866  |
| Dulcamara                           | L'elisir d'amore                                        | Gaetano Donizetti        | 1864  |
| Falstaff                            | Le Songe d'une nuit d'été                               | Ambroise Thomas          | 1854  |
| Fernando                            | La gazza ladra                                          | Gioachino Rossini        | 1860  |
| Figaro                              | Le nozze di Figaro                                      | Wolfgang Amadeus Mozart  | 1866  |
| Gaspard                             | Der Freischütz                                          | Carl Maria von Weber     | 1872  |
| Guillaume Tell                      | Guillaume Tell                                          | Gioachino Rossini        | 1861  |
| Hamlet                              | Hamlet                                                  | Ambroise Thomas          | 1868  |
| Hoël                                | Le Pardon de Ploërmel                                   | Giacomo Meyerbeer        | 1859  |
| Hoël                                | Dinorah (Le Pardon de Ploërmel chanté en italien)       | Giacomo Meyerbeer        | 1860  |
| Iago                                | Otello                                                  | Gioachino Rossini        | 1870  |
| Il conte di Nevers                  | Gli Ugonotti (Les Huguenots chanté en Italien)          | Giacomo Meyerbeer        | 1876  |
| Julien de Médicis                   | Pierre de Médicis                                       | Józef Michal Poniatowski | 1861  |
| Justin                              | Le Chien du jardinier                                   | Albert Grisar            | 1855  |
| Le comte de Nevers                  | Les Huguenots                                           | Giacomo Meyerbeer        | 1863  |
| Le duc de Greenwich                 | Jenny Bell                                              | Daniel Auber             | 1855  |
| Le Marquis d'Hérigny                | Manon Lescaut                                           | Daniel Auber             | 1856  |
| Lotario                             | Mignon                                                  | Ambroise Thomas          | 1870  |
| Lysandre                            | Joconde ou Les coureurs d'aventures                     | Nicolas Isouard          | 1857  |
| Malipieri                           | Haydée                                                  | Daniel Auber             | 1853  |
| Max                                 | Le Chalet                                               | Adolphe Adam             | 1853  |
| Méphistophélès                      | Faust création du rôle                                  | Charles Gounod           | 1863  |
| Michel                              | Le Caïd                                                 | Ambroise Thomas          | 1852  |
| Nélusko                             | L'Africaine                                             | Giacomo Meyerbeer        | 1865  |
| Paddock                             | La Coupe du roi de Thulé                                | Eugène Diaz              | 1873  |
| Pedro                               | La mule de Pedro                                        | Victor Massé             | 1863  |
| Peters Michaeloff (Peter the Great) | L'Étoile du Nord                                        | Giacomo Meyerbeer        | 1854  |
| Pharaon                             | Moïse et Pharaon                                        | Gioachino Rossini        | 1863  |
| Pietro                              | La stella del nord (L'Étoile du Nord chanté en italien) | Giacomo Meyerbeer        | 1864  |
| Pietro                              | La Muette de Portici                                    | Daniel Auber             | 1863  |
| Pietro                              | Masaniello (La Muette de Portici chanté en italien)     | Daniel Auber             | 1853  |
| Pietro Manelli                      | La Tonelli                                              | Ambroise Thomas          | 1853  |
| Polus                               | La Fiancée de Corinthe                                  | Jules Duprato            | 1867  |
| Pygmalion                           | Galathée                                                | Victor Massé             | 1852  |
| Riccardo                            | I puritani                                              | Vincenzo Bellini         | 1863  |
| Rodolfo                             | La sonnambula                                           | Vincenzo Bellini         | 1864  |
| Rodrigue, Marquis of Posa           | Don Carlos                                              | Giuseppe Verdi           | 1867  |
| St. Bris                            | Gli Ugonotti (Les Huguenots chanté en Italien)          | Giacomo Meyerbeer        | 1860  |
| Torrida                             | Marco Spada                                             | Daniel Auber             | 1854  |
| Valbreuse                           | Le sylphe                                               | Louis Clapisson          | 1856  |

## Ecrits et Recueils de mélodies
- 25 Mélodies de J.B Faure, Henri Heugel, Paris 1872 (réédition 1896).
- 20 Mélodies de J.B Faure, Henri Heugel, Paris 1876.
- La Voix et le Chant, Henri Heugel, Paris, 1886.
- Aux jeunes chanteurs, extrait de La Voix et le Chant, Henri Heugel, Paris, 1898.

## Hommages
Quatre grandes photographies de lui dans divers rôles sont exposées dans un couloir de "la Maison Mantin" à Moulins (Allier), ancienne résidence urbaine de l'avocat et préfet Louis Mantin (1851-1905), sans que l'on sache la nature des éventuelles relations entre ces deux amateurs d'art et collectionneurs moulinois (cf. La Maison Mantin - une demeure d'atmosphère, Bleu autour, 2011, p.25).